# NK Duga Resa
NK Duga Resa bio je hrvatski nogometni klub iz Duge Rese. 

## Povijest
Osnovan je 1929. Klupska boja 1932. bila je plava.
Po završetku sezone 2010./11. zbog financijskih problema dolazi do odluke da se klub prestane natjecati. 20. srpnja 2011. osnovan je Nogometni klub "Duga Resa 1929" na osnovama škole nogometa. Klub je službeno ugašen 2016. godine.